# Arthur Ozolins
Arthur Ozolins (Arturs Ozoliņš; * 7. Februar 1946 in Lübeck) ist ein kanadischer Pianist lettischer Herkunft.

## Leben
Ozolins verbrachte seine Kindheit in Buenos Aires und studierte als Jugendlicher am Royal Conservatory of Music in Toronto bei Alberto Guerrero, Boris Roubakine, Raphael da Silva und Jacques Abram. Vierzehnjährig gab er ein Konzert mit dem National Youth Orchestra unter Leitung von Walter Susskind, im Folgejahr trat er mit dem Toronto Symphony Orchestra auf. In den Jahren 1963–64 war er Schüler von Nadia Boulanger in Paris, von 1964 bis 1967 studierte er bei Nadia Reisenberg am Mannes College of Music in New York, schließlich 1969–70 bei Vlado Perlemuter in Paris.
Im Jahr 1968 erhielt Ozolins Erste Preise beim  CBC Talent Festival und beim Wettbewerb des Edmonton Symphony Orchestra. Außer mit dem Toronto Symphony Orchestra trat er u. a. mit dem Cleveland Orchestra, dem St Louis Symphony Orchestra, dem Montreal Symphony Orchestra und dem National Arts Centre Orchestra auf. 1977 gab er im Canadian Cultural Centre in Paris ein Konzert mit Werken von Jean Papineau-Couture, Clermont Pépin und Igor Strawinski. 1978 unternahm er mit dem Vancouver Symphony Orchestra eine Konzerttournee durch die USA. Im gleichen Jahr trat er in Schweden und in England auf, im Folgejahr führte ihn eine Konzertreise durch die UdSSR nach Leningrad, Moskau und Riga. Es folgten sieben weitere Konzertreisen durch die Sowjetunion und zwei durch Südamerika.
Im Mittelpunkt des Repertoires von Ozolins stehen die Werke von Frédéric Chopin und Sergei Rachmaninow. Für eine Aufnahme mit Kompositionen beider erhielt er 1980 den Juno Award, mit dem Toronto Symphony Orchestra spielte er bei der CBC alle Klavierkonzerte Rachmaninows ein. Daneben gilt sein Interesse den Klavierwerken lettischer Komponisten wie Jānis Kalniņš und des lettisch-kanadischen Komponisten Tālivaldis Ķeniņš. Bei den Lettischen Festivals in Toronto spielte er 1986 die Uraufführung des Konzertes für Klavier und Kammerorchester von Kalniņš und 1991 des Konzertes für Klavier, Streicher und Perkussion von Kenins. Die lettische Regierung zeichnete ihn 2002 mit dem Großen Musikpreis und 2003 mit dem Drei-Sterne-Orden aus. 2010 erhielt er eine Ehrenprofessur der Lettischen Musikakademie.
Weiterhin führte Ozolins auch Werke des Komponisten Srul Irving Glick auf. Als Kammermusiker trat er mit dem Kroll String Quartet auf und gründete mit der Geigerin Marta Hidy und dem Cellisten Tsuyoshi Tsutsumi 1973 das Hidy-Ozolins-Tsutsumi Trio, das zehn Jahre lang bestand.